# ケアリッツ・アンド・パートナーズ
株式会社ケアリッツ・アンド・パートナーズ（CareRitz&Partners, inc.）は、東京都新宿区に本社を置く介護福祉事業とITシステム開発を主たる業務とする会社である。

## 概要
- 介護業界における若年層の雇用促進と育成を理念とし2008年7月に創業、在宅介護事業（訪問介護、居宅介護支援、福祉用具貸与・販売）を開始。以降、大手企業を背後に持たない独立系の新興会社ながら、唯一事業所数を急速に拡大しており、現在では訪問介護事業において都内では事業所の数で4番目、全国でも11番目の規模に達する。
- 2018年12月現在では、訪問介護事業所数は65、居宅介護支援事業所数は10。他に、サービス付き高齢者向け住宅2棟と、通所介護事業所を3事業所運営している。
- 介護事業が拡大を続ける一方で、ITシステム開発に関しても積極的に陣容を拡大している。将来的な自社サービスの開発も視野に入れ、2018年度終了時に150名体制を目指して、積極的な採用活動を行っている。
- 新規サービスとして、自宅で暮らし続けるのが困難になった高齢者に対して、一般不動産を仲介し在宅介護態勢をコーディネートすることで高齢者施設以外の新しい選択肢を提供する、住み替え介護コーディネートサービス「リロケア」を展開中。

## 主な事業内容
介護・福祉事業全般
- 訪問介護事業（自社ホームヘルパーによる在宅介護サービスの提供）
- 居宅介護支援事業（ケアプラン作成）
- 福祉用具貸与・販売事業
- 通所介護事業
- サービス付き高齢者向け住宅事業
- 不動産仲介事業

ITシステム事業
- システム受託開発等

## 沿革
- 2008年 7月      介護業界における若年層の雇用促進と育成を理念とし、株式会社ケアリッツ・アンド・パートナーズ創業。目白に事業所兼本社を設立
- 2010年 5月      初の居宅介護支援事業所として、訪問介護と併設でケアリッツ代々木をオープン
- 2010年 7月      本社を代々木に移転
- 2011年12月     本社を新宿アイランドタワーへ移転
- 2012年 2月      10か所目の事業所となるケアリッツ板橋をオープン
- 2013年 9月      システム部門の拡大を目指し、エンジニア採用を開始
- 2014年 6月      20か所目の事業所となるケアリッツ祖師谷をオープン
- 2014年10月     23区のすべてに訪問介護事業所の設立が完了、23区内でのさらなる店舗の拡大と東京市部に事業エリアを拡大開始
- 2015年 6月      30か所目の事業所となるケアリッツ葛西をオープン
- 2015年 8月      初の通所介護事業所として、デイサービスケアリッツ大塚をオープン
- 2016年 1月      初の施設事業として、サービス付高齢者向け住宅であるケアリッツレジデンス三郷、ケアリッツレジデンス妙典をオープン
- 2016年 5月      本社を現在のJR新宿ミライナタワーへ移転
- 2016年 5月      50か所目の訪問介護事業所となるケアリッツ武蔵野台をオープン
- 2017年 4月　　ケアリッツのオウンドメディア「ケアリッツマガジン」をリリース
- 2018年 4月　　高齢者向け不動産紹介サービス「リロケア」をスタート
- 2018年 6月　　60か所目の訪問介護事業所となるケアリッツ中野坂上をオープン
- 2019年 3月　　初の短期入所生活介護施設となる、ショートステイケアリッツ鶴巻・ショートステイケアリッツ天白をオープン
- 2019年 4月　　自社開発した訪問介護向けシフト・記録管理システム「Caregate(ケアゲイト)」を、社内にて運用開始
- 2019年 9月　　ケアリッツ金山、ケアリッツ上前津、ケアリッツ御器所を同時オープンし、名古屋へ進出